# Kassina maculosa
Kassina maculosa är en groddjursart som först beskrevs av Richard Sternfeld 1917.  Kassina maculosa ingår i släktet Kassina och familjen gräsgrodor. IUCN kategoriserar arten globalt som livskraftig. Inga underarter finns listade i Catalogue of Life.